# Moulin-Neuf (Ariège)
Pour les articles homonymes, voir Moulin-Neuf.
Moulin-Neuf (Molin Nòu en occitan languedocien) est une commune française située dans le nord-est du département de l'Ariège, en région Occitanie. Sur le plan historique et culturel, la commune fait partie du pays d'Olmes, haut lieu de la tragédie cathare alliant des paysages d'une extrême diversité.
Exposée à un climat océanique altéré, elle est drainée par l'Hers-Vif, l'Ambronne et par divers autres petits cours d'eau. La commune possède un patrimoine naturel remarquable : un site Natura 2000 (« Garonne, Ariège, Hers, Salat, Pique et Neste ») et quatre zones naturelles d'intérêt écologique, faunistique et floristique.
Moulin-Neuf est une commune rurale qui compte 235 habitants en 2022, après avoir connu une forte hausse de la population depuis 1975. Ses habitants sont appelés les Molinovéens ou Molinovéennes.

## Géographie

### Localisation
La commune de Moulin-Neuf se trouve dans le département de l'Ariège, en région Occitanie.
Elle se situe à 30 km à vol d'oiseau de Foix, préfecture du département, à 27 km de Pamiers, sous-préfecture, et à 6 km de Mirepoix, bureau centralisateur du canton de Mirepoix dont dépend la commune depuis 2015 pour les élections départementales.
La commune fait en outre partie du bassin de vie de Mirepoix.
Les communes les plus proches sont : 
Roumengoux (0,9 km), Cazals-des-Baylès (1,5 km), Tréziers (2,0 km), Caudeval (2,5 km), Lagarde (2,9 km), Seignalens (3,5 km), Malegoude (4,3 km), Lignairolles (4,8 km).
Sur le plan historique et culturel, Moulin-Neuf fait partie du pays d'Olmes, haut lieu de la tragédie cathare alliant des paysages d'une extrême diversité.
Les communes limitrophes sont  Cazals-des-Baylès, Lagarde, Roumengoux, Tréziers et Val de Lambronne.
|            | Cazals-des-Baylès |                         |
| Roumengoux | Moulin-Neuf       | Val de Lambronne (Aude) |
| Lagarde    | Tréziers (Aude)   |                         |

### Géologie et relief
La commune est située dans le Bassin aquitain, le deuxième plus grand bassin sédimentaire de la France après le Bassin parisien, certaines parties étant recouvertes par des formations superficielles. Les terrains affleurants sur le territoire communal sont constitués de roches sédimentaires datant du Cénozoïque, l'ère géologique la plus récente sur l'échelle des temps géologiques, débutant il y a 66 millions d'années. La structure détaillée des couches affleurantes est décrite dans la feuille « n°1058 - Mirepoix » de la carte géologique harmonisée au 1/50 000ème du département de l'Ariège, et sa notice associée.
La superficie cadastrale de la commune publiée par l’Insee, qui sert de références dans toutes les statistiques, est de 2,62 km2,. La superficie géographique, issue de la BD Topo, composante du Référentiel à grande échelle produit par l'IGN, est quant à elle de 2,89 km2.  L'altitude du territoire varie entre 307 m et 480 m.

### Hydrographie
La commune est dans le bassin versant de la Garonne, au sein du bassin hydrographique Adour-Garonne. Elle est drainée par l'Hers-Vif, l'Ambronne et par divers petits cours d'eau, constituant un réseau hydrographique de 6 km de longueur totale,.
L'Hers-Vif, d'une longueur totale de 134,9 km, prend sa source dans la commune de Prades et s'écoule du sud vers le nord. Il traverse la commune et se jette dans l'Ariège à Cintegabelle, après avoir traversé 41 communes.
L'Ambronne, d'une longueur totale de 22,38 km, prend sa source dans la commune de Saint-Benoît et s'écoule du sud-est vers le nord-ouest. Il traverse la commune et se jette dans l'Hers-Vifsur le territoire communal, après avoir traversé 5 communes.

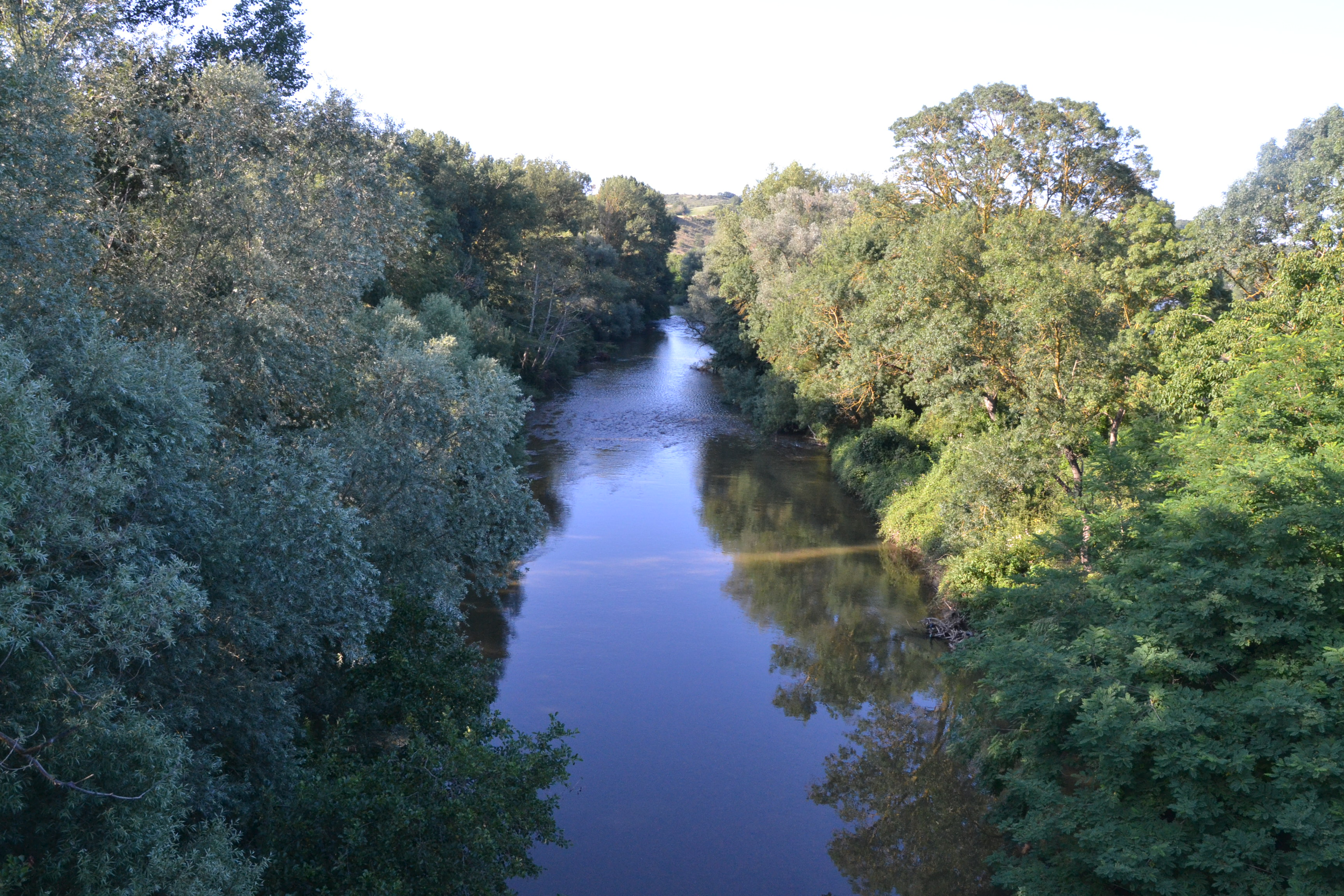
L'Hers-Vif, vu depuis l'ancien pont ferroviaire entre Roumengoux et Moulin-Neuf.
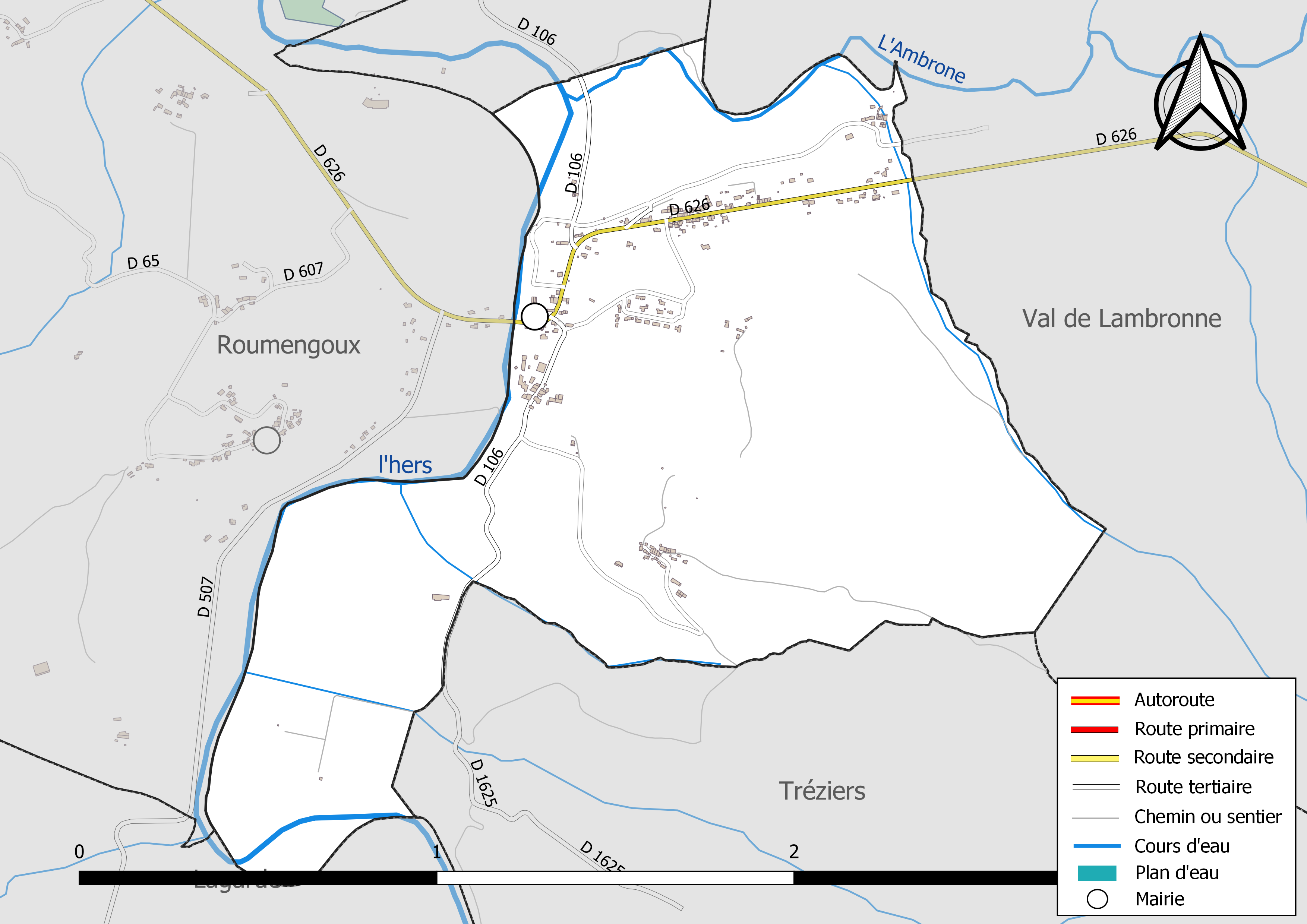
Réseaux hydrographique et routier de Moulin-Neuf

### Climat
Pour des articles plus généraux, voir Climat de l'Occitanie et Climat de l'Ariège.
En 2010, le climat de la commune est de type climat océanique altéré, selon une étude s'appuyant sur une série de données couvrant la période 1971-2000. En 2020, Météo-France publie une typologie des climats de la France métropolitaine dans laquelle la commune est exposée à un climat de montagne et est dans la région climatique Pyrénées orientales, caractérisée par une faible pluviométrie, un très bon ensoleillement (2 600 h/an), un air sec, particulièrement en hiver et peu de brouillards.
Pour la période 1971-2000, la température annuelle moyenne est de 12,7 °C, avec une amplitude thermique annuelle de 15,7 °C. Le cumul annuel moyen de précipitations est de 888 mm, avec 10,3 jours de précipitations en janvier et 5,9 jours en juillet. Pour la période 1991-2020, la température moyenne annuelle observée sur la station météorologique la plus proche, située sur la commune de Léran à 10 km à vol d'oiseau, est de 12,5 °C et le cumul annuel moyen de précipitations est de 810,2 mm,. Pour l'avenir, les paramètres climatiques de la commune estimés pour 2050 selon différents scénarios d’émission de gaz à effet de serre sont consultables sur un site dédié publié par Météo-France en novembre 2022.

### Milieux naturels et biodiversité

#### Réseau Natura 2000

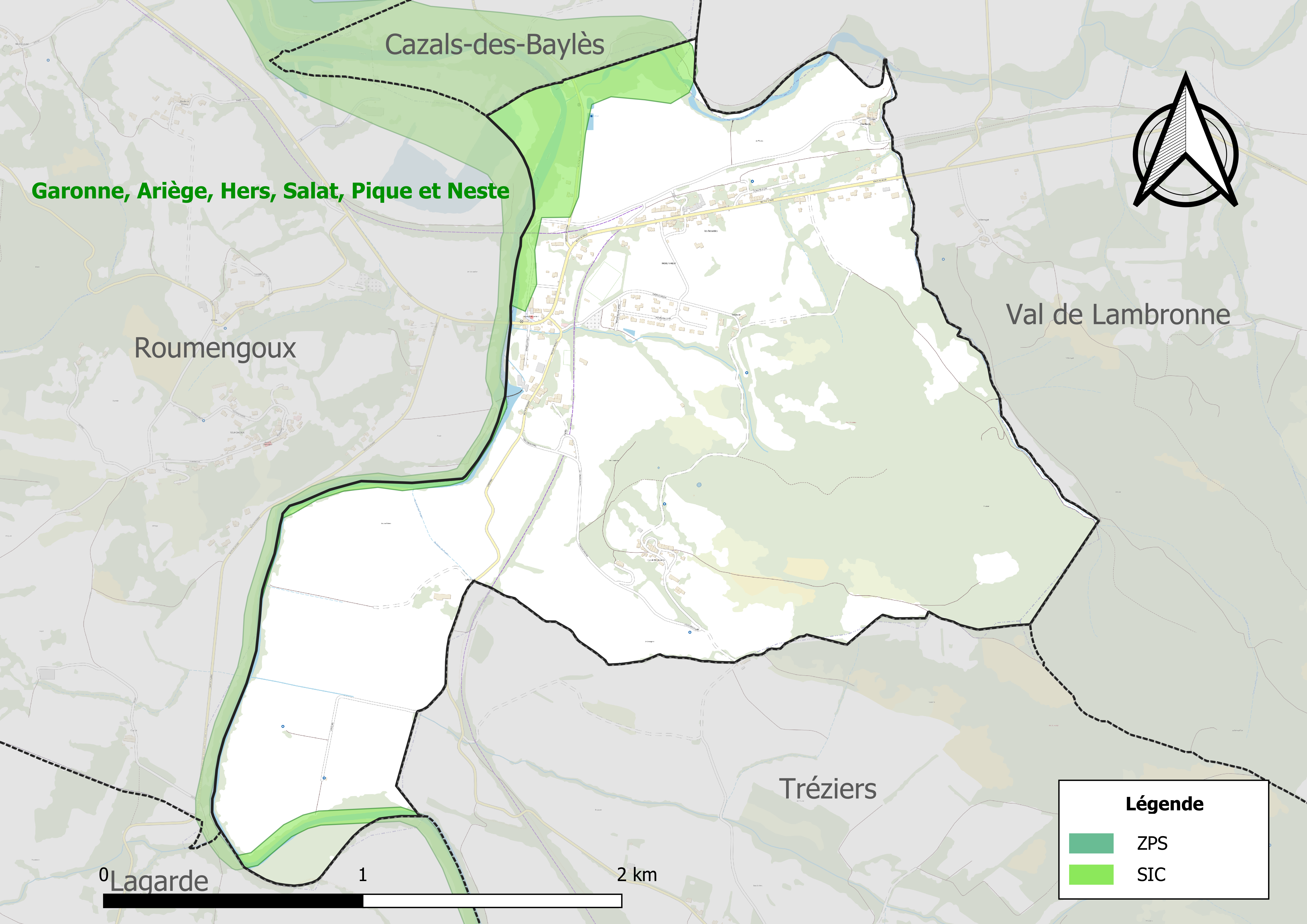
Site Natura 2000 sur le territoire communal.

Le réseau Natura 2000 est un réseau écologique européen de sites naturels d'intérêt écologique élaboré à partir des directives habitats et oiseaux, constitué de zones spéciales de conservation (ZSC) et de zones de protection spéciale (ZPS).
Un site Natura 2000 a été défini sur la commune au titre de la directive habitats : « Garonne, Ariège, Hers, Salat, Pique et Neste », d'une superficie de 9 581 ha, un réseau hydrographique pour les poissons migrateurs, avec des zones de frayères actives et potentielles importantes pour le Saumon en particulier qui fait l'objet d'alevinages réguliers et dont des adultes atteignent déjà Foix sur l'Ariège.

#### Zones naturelles d'intérêt écologique, faunistique et floristique
L’inventaire des zones naturelles d'intérêt écologique, faunistique et floristique (ZNIEFF) a pour objectif de réaliser une couverture des zones les plus intéressantes sur le plan écologique, essentiellement dans la perspective d’améliorer la connaissance du patrimoine naturel national et de fournir aux différents décideurs un outil d’aide à la prise en compte de l’environnement dans l’aménagement du territoire.
Deux ZNIEFF de type 1 sont recensées sur la commune :
le « bois du Pech des Biaux » (84 ha), couvrant 2 communes dont 1 dans l'Ariège et 1 dans l'Aude, et 
le « cours de l'Hers » (891 ha), couvrant 41 communes dont 32 dans l'Ariège, 7 dans l'Aude et 2 dans la Haute-Garonne
et deux ZNIEFF de type 2, : 
- les « coteaux du Palassou » (26 749 ha), couvrant 48 communes dont 43 dans l'Ariège et 5 dans l'Aude[31] ;
- « l'Hers et ripisylves » (1 417 ha), couvrant 41 communes dont 32 dans l'Ariège, 7 dans l'Aude et 2 dans la Haute-Garonne[32].

Carte des ZNIEFF de type 1 et 2 à Moulin-Neuf.
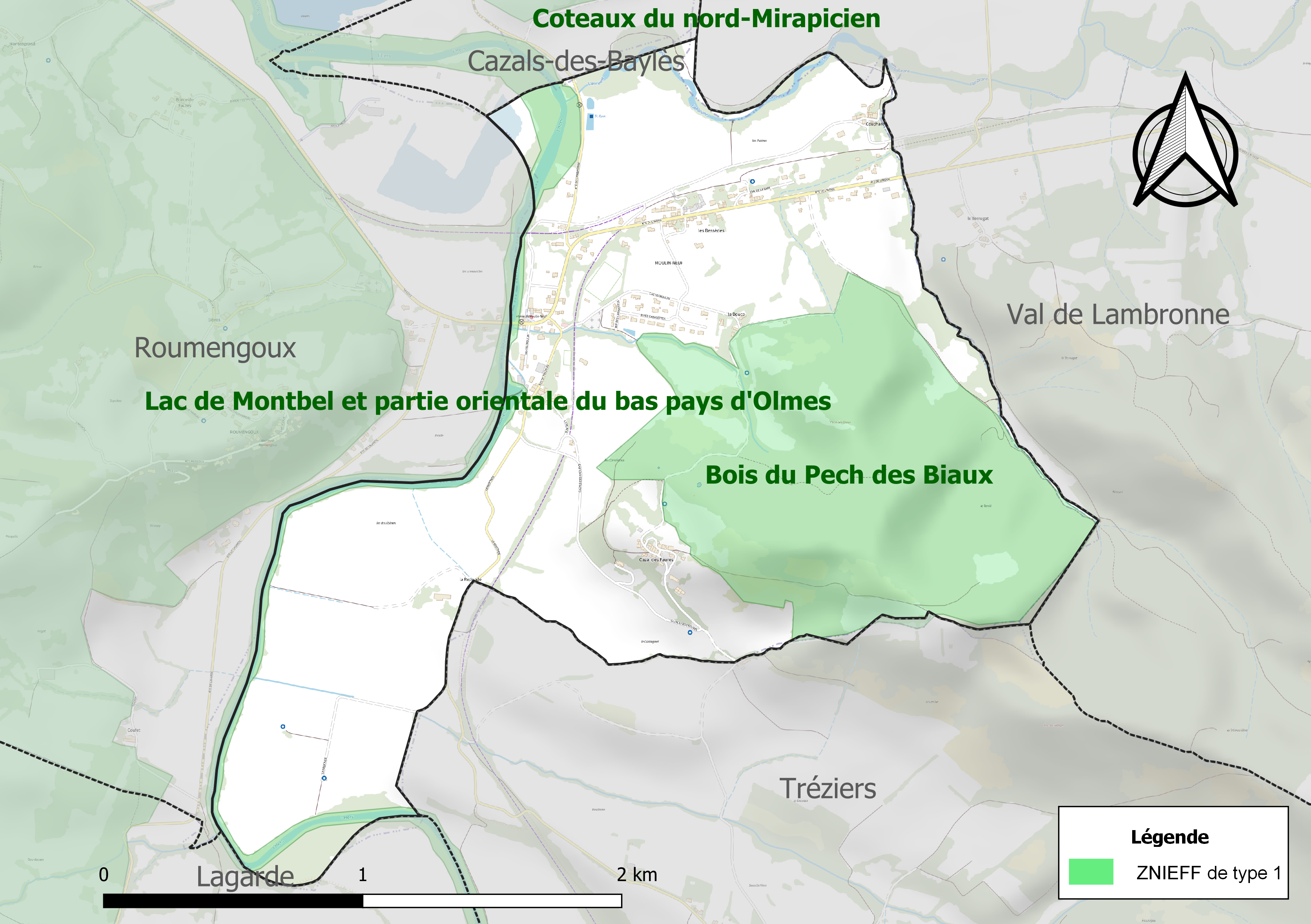
Carte des ZNIEFF de type 1 sur la commune.
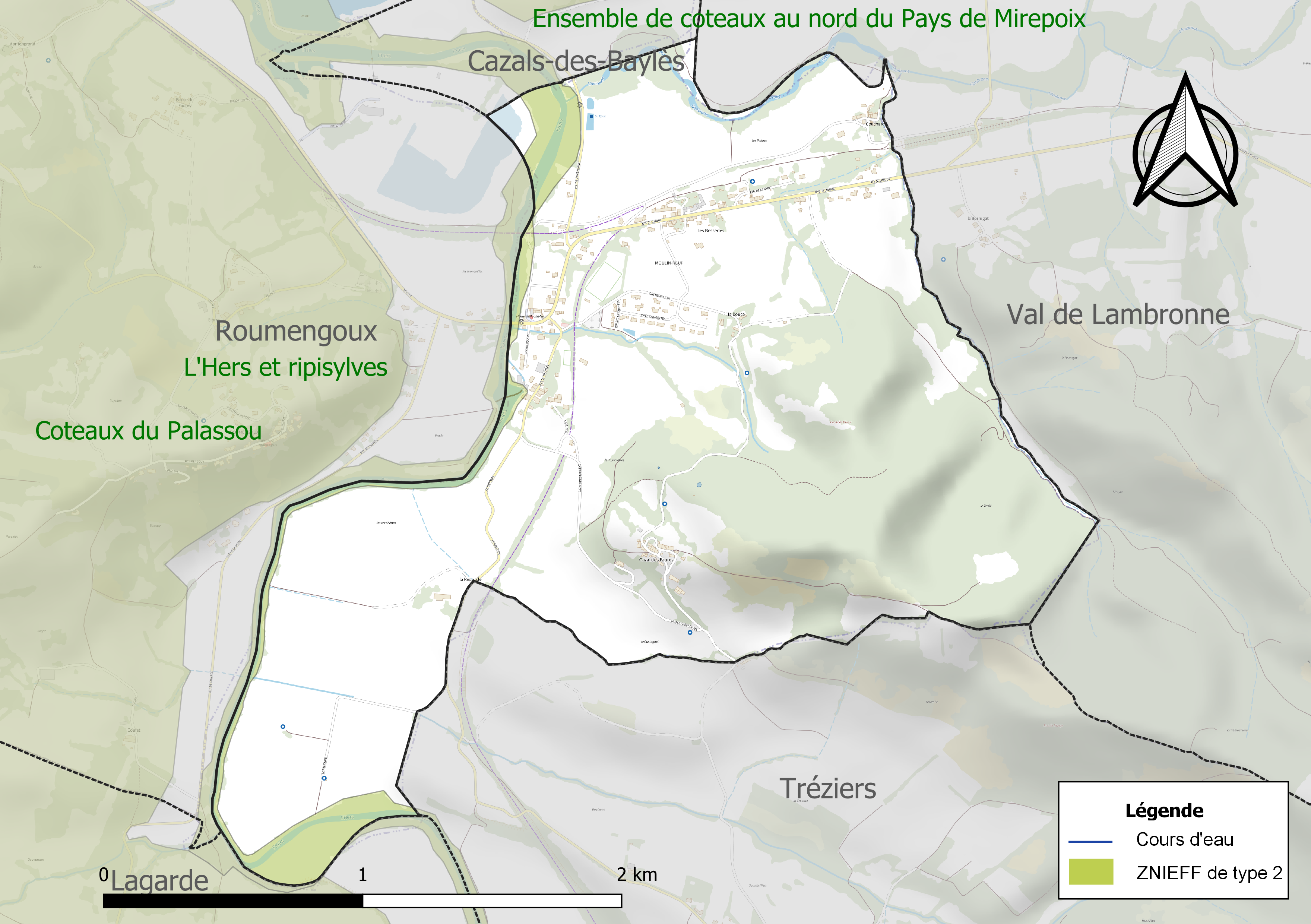
Carte des ZNIEFF de type 2 sur la commune.

## Urbanisme

### Typologie
Au 1er janvier 2024, Moulin-Neuf est catégorisée commune rurale à habitat dispersé, selon la nouvelle grille communale de densité à 7 niveaux définie par l'Insee en 2022.
Elle est située hors unité urbaine et hors attraction des villes,.

### Occupation des sols
L'occupation des sols de la commune, telle qu'elle ressort de la base de données européenne d’occupation biophysique des sols Corine Land Cover (CLC), est marquée par l'importance des territoires agricoles (59,1 % en 2018), en diminution par rapport à 1990 (71,3 %). La répartition détaillée en 2018 est la suivante : 
terres arables (26,3 %), forêts (25,4 %), zones agricoles hétérogènes (25,1 %), zones urbanisées (11,4 %), prairies (7,7 %), mines, décharges et chantiers (4,1 %). L'évolution de l’occupation des sols de la commune et de ses infrastructures peut être observée sur les différentes représentations cartographiques du territoire : la carte de Cassini (XVIIIe siècle), la carte d'état-major (1820-1866) et les cartes ou photos aériennes de l'IGN pour la période actuelle (1950 à aujourd'hui).

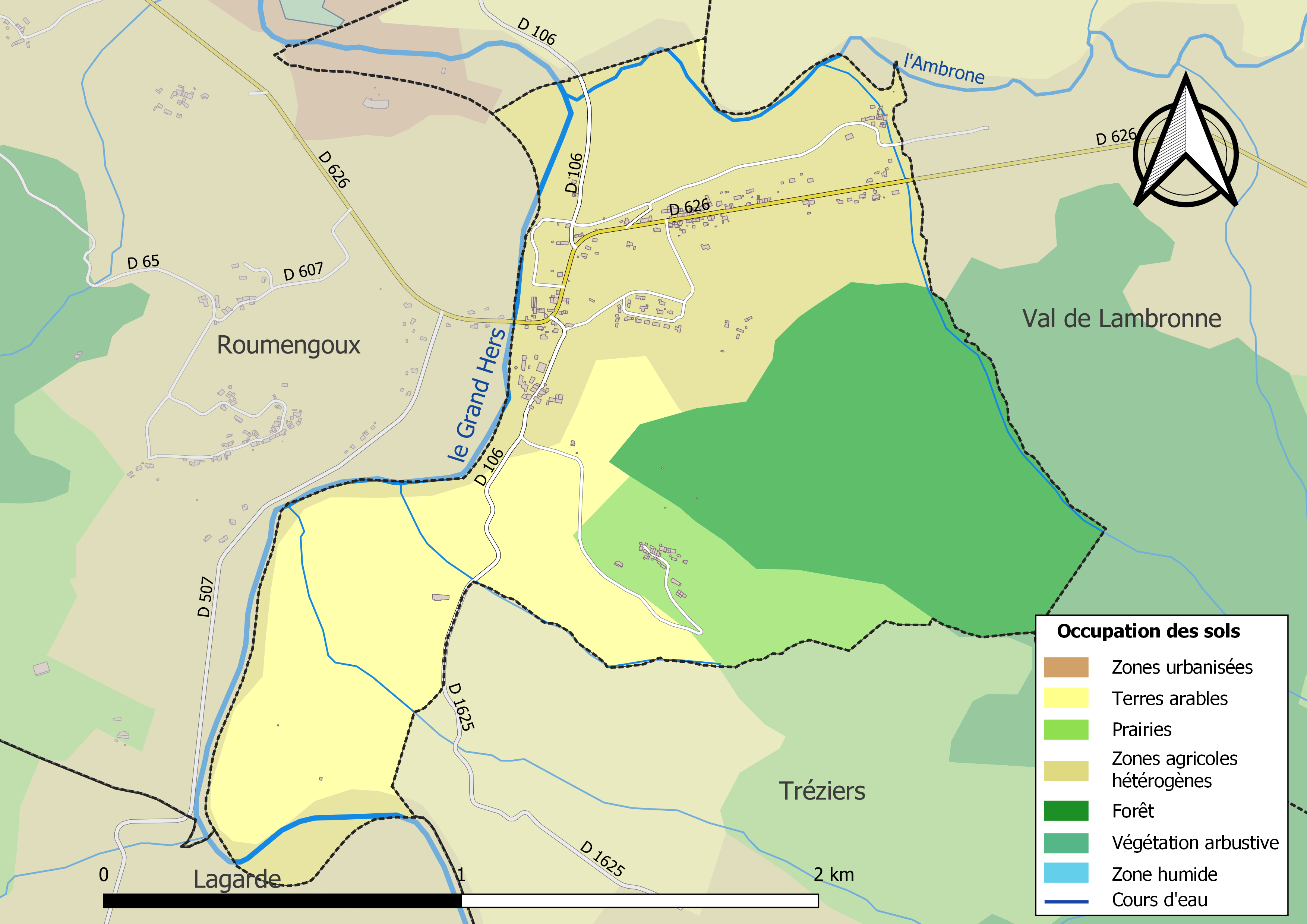
Carte des infrastructures et de l'occupation des sols de la commune en 2018 (CLC).

### Habitat et logement
En 2018, le nombre total de logements dans la commune était de 122, alors qu'il était de 117 en 2013 et de 98 en 2008.
Parmi ces logements, 81,9 % étaient des résidences principales, 9,9 % des résidences secondaires et 8,2 % des logements vacants. Ces logements étaient pour 95 % d'entre eux des maisons individuelles et pour 5 % des appartements.
Le tableau ci-dessous présente la typologie des logements à Moulin-Neuf en 2018 en comparaison avec celle de l'Ariège et de la France entière. Une caractéristique marquante du parc de logements est ainsi une proportion de résidences secondaires et logements occasionnels (9,9 %) inférieure à celle du département (24,6 %) mais supérieure à celle de la France entière (9,7 %). Concernant le statut d'occupation de ces logements, 67,3 % des habitants de la commune sont propriétaires de leur logement (63,4 % en 2013), contre 66,3 % pour l'Ariège et 57,5 % pour la France entière.
| Typologie                                               | Moulin-Neuf | Ariège | France entière |
| ------------------------------------------------------- | ----------- | ------ | -------------- |
| Résidences principales (en %)                           | 81,9        | 65,7   | 82,1           |
| Résidences secondaires et logements occasionnels (en %) | 9,9         | 24,6   | 9,7            |
| Logements vacants (en %)                                | 8,2         | 9,7    | 8,2            |

### Risques majeurs
Le territoire de la commune de Moulin-Neuf est vulnérable à différents aléas naturels : inondations, climatiques (grand froid ou canicule), feux de forêts, mouvements de terrains et séisme (sismicité faible). Il est également exposé à un risque technologique,  la rupture d'un barrage,.

#### Risques naturels

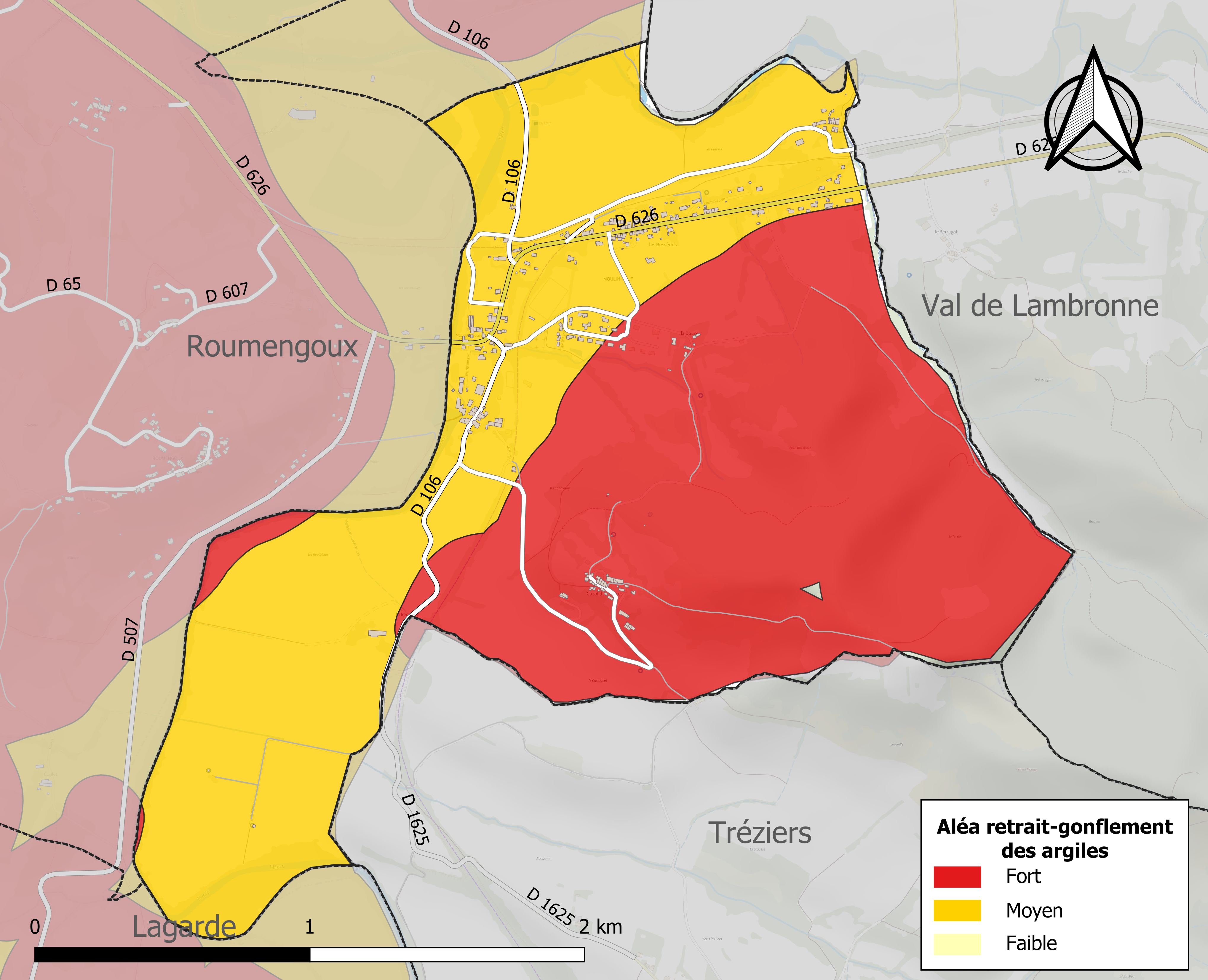
Zonage de l'aléa retrait-gonflement des argiles sur la commune de Moulin-Neuf.

Certaines parties du territoire communal sont susceptibles d’être affectées par le risque d’inondation par débordement, crue torrentielle d'un cours d'eau, ou ruissellement d'un versant.
Les mouvements de terrains susceptibles de se produire sur la commune sont soit des chutes de blocs, soit des glissements de terrains, soit des mouvements liés au retrait-gonflement des argiles. Près de 50 % de la superficie du département est concernée par l'aléa retrait-gonflement des argiles, dont la commune de Moulin-Neuf. L'inventaire national des cavités souterraines permet par ailleurs de localiser celles situées sur la commune.

#### Risques technologiques
Dans le département de l’Ariège on dénombre cinq grands barrages susceptibles d’occasionner des dégâts en cas de rupture. La commune fait partie des 80 communes susceptibles d’être touchées par l’onde de submersion consécutive à la rupture d’un de ces barrages.

## Histoire

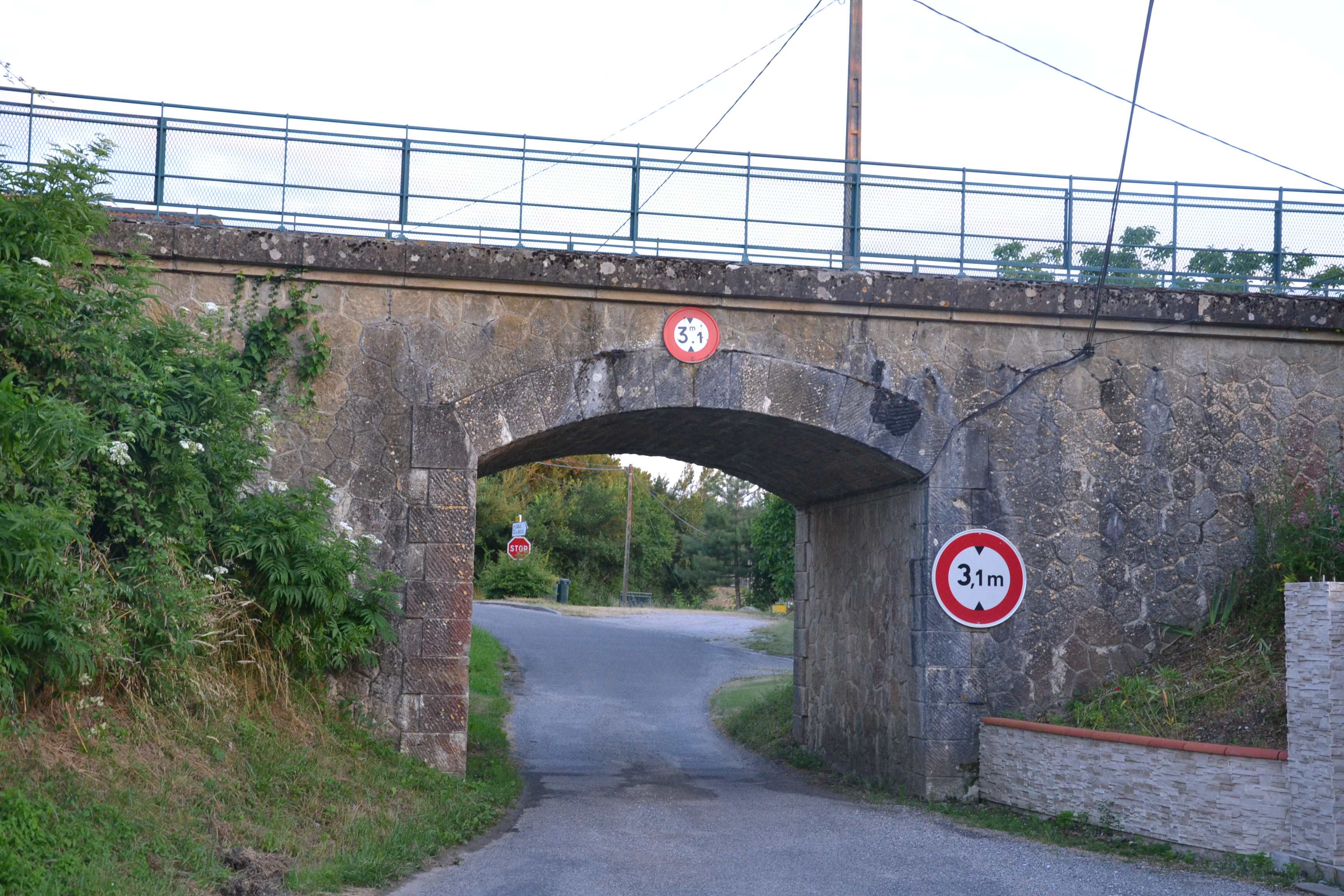
Ancien pont ferroviaire de la ligne de Pamiers à Limoux à Moulin-Neuf, sur la RD106.

Anciennement commune du Cazal des Faures.
La Constituante de 1789 réorganisa profondément l'organisation territoriale de la France. Des paroisses l'on passa aux communes. La commune du Cazal des Faures fut créée en détachant de la paroisse Saint-Martin de Tréziers, le Cazal des Faures proprement dit, les hameaux des Bessèdes et de la Douce, la métairie de Fontcau. On prit aussi à la commune de Roumengoux, le Moulin Neuf (ancien moulin banal du seigneur de Lévis sur l'Hers), la métairie de La Redonde.
La commune changea de nom en 1876 pour devenir Moulin Neuf. Le maire Julien Raulet et Baptiste Pons son adjoint qui habitaient le hameau du Moulin Neuf entreprirent avec l'appui d'une majorité du conseil municipal les démarches nécessaires. Il fut argumenté : Considérant que le hameau du Cazal des Faures est à l'extrémité du territoire de la commune et ne compte que sept maisons, que le village appelé Moulin Neuf se trouve au centre, sur la route Mirepoix Limoux, et compte quinze édifices dont l'église, la mairie, l'école communale et une importante minoterie....il est délibéré qu'à partir de 1876 la commune sera nommée Moulin Neuf.
Moulin-Neuf constituait en outre un ancien carrefour ferroviaire, puisque se croisent ici la ligne de Pamiers à Limoux, d'axe ouest-est, prolongée à Belvèze-du-Razès par une ligne allant vers le nord-est vers Bram, et la ligne de Moulin-Neuf à Lavelanet, filant vers le sud. Ces lignes ont perdu leur trafic voyageurs dans la première moitié du XXe siècle, puis leur trafic marchandises en 1973.

## Politique et administration

### Découpage territorial
La commune de Moulin-Neuf est membre de la communauté de communes du Pays de Mirepoix, un établissement public de coopération intercommunale (EPCI) à fiscalité propre créé le 31 décembre 2013 dont le siège est à Mirepoix. Ce dernier est par ailleurs membre d'autres groupements intercommunaux.
Sur le plan administratif, elle est rattachée à l'arrondissement de Pamiers, au département de l'Ariège, en tant que circonscription administrative de l'État, et à la région Occitanie.
Sur le plan électoral, elle dépend du canton de Mirepoix pour l'élection des conseillers départementaux, depuis le redécoupage cantonal de 2014 entré en vigueur en 2015, et de la deuxième circonscription de l'Ariège  pour les élections législatives, depuis le redécoupage électoral de 1986.

## Démographie
| 1793 | 1800 | 1806 | 1821 | 1831 | 1836 | 1841 | 1846 | 1851 |
| ---- | ---- | ---- | ---- | ---- | ---- | ---- | ---- | ---- |
| 138  | 137  | 164  | 137  | 168  | 176  | 177  | 165  | 172  |

| 1856 | 1861 | 1866 | 1872 | 1876 | 1881 | 1886 | 1891 | 1896 |
| ---- | ---- | ---- | ---- | ---- | ---- | ---- | ---- | ---- |
| 179  | 191  | 197  | 186  | 190  | 186  | 192  | 194  | 249  |

| 1901 | 1906 | 1911 | 1921 | 1926 | 1931 | 1936 | 1946 | 1954 |
| ---- | ---- | ---- | ---- | ---- | ---- | ---- | ---- | ---- |
| 195  | 212  | 238  | 222  | 201  | 206  | 202  | 196  | 189  |

| 1962 | 1968 | 1975 | 1982 | 1990 | 1999 | 2006 | 2011 | 2016 |
| ---- | ---- | ---- | ---- | ---- | ---- | ---- | ---- | ---- |
| 207  | 172  | 168  | 135  | 149  | 183  | 194  | 217  | 235  |

| 2021 | 2022 | - | - | - | - | - | - | - |
| ---- | ---- | - | - | - | - | - | - | - |
| 238  | 235  | - | - | - | - | - | - | - |

## Vie locale

### Associations
- Association Sportive Moulin Neuf (football).
- Les Fils du Breilh[50] (Organisation de manifestations artistiques et culturelles).

## Économie

### Revenus
En 2018, la commune compte 94 ménages fiscaux, regroupant 215 personnes. La médiane du revenu disponible par unité de consommation est de 18 960 € (19 820 € dans le département).

### Emploi
| Division       | 2008   | 2013   | 2018   |
| -------------- | ------ | ------ | ------ |
| Commune        | 12,7 % | 17,5 % | 19,7 % |
| Département    | 8,9 %  | 11,1 % | 11,2 % |
| France entière | 8,3 %  | 10 %   | 10 %   |

En 2018, la population âgée de 15 à 64 ans s'élève à 140 personnes, parmi lesquelles on compte 78,1 % d'actifs (58,4 % ayant un emploi et 19,7 % de chômeurs) et 21,9 % d'inactifs,. Depuis 2008, le taux de chômage communal (au sens du recensement) des 15-64 ans est supérieur à celui de la France et du département.
La commune est hors attraction des villes,. Elle compte 17 emplois en 2018, contre 31 en 2013 et 24 en 2008. Le nombre d'actifs ayant un emploi résidant dans la commune est de 84, soit un indicateur de concentration d'emploi de 20,3 % et un taux d'activité parmi les 15 ans ou plus de 58,6 %.
Sur ces 84 actifs de 15 ans ou plus ayant un emploi, 8 travaillent dans la commune, soit 10 % des habitants. Pour se rendre au travail, 87,8 % des habitants utilisent un véhicule personnel ou de fonction à quatre roues, 1,2 % les transports en commun, 4,8 % s'y rendent en deux-roues, à vélo ou à pied et 6,1 % n'ont pas besoin de transport (travail au domicile).

### Activités hors agriculture
13 établissements sont implantés  à Moulin-Neuf au 31 décembre 2019.
Le secteur des autres activités de services est prépondérant sur la commune puisqu'il représente 23,1 % du nombre total d'établissements de la commune (3 sur les 13 entreprises implantées  à Moulin-Neuf), contre 8,8 % au niveau départemental.

### Agriculture
|                                   | 1988 | 2000 | 2010 |
| --------------------------------- | ---- | ---- | ---- |
| Exploitations                     | 9    | 2    | 1    |
| Superficie agricole utilisée (ha) | 180  | 4    | 11   |

La commune fait partie de la petite région agricole dénommée « Coteaux de l'Ariège ». En 2010, l'orientation technico-économique de l'agriculture  sur la commune est l'élevage d'herbivores hors bovins, caprins et porcins. Une seule  exploitation agricole ayant son siège dans la commune est recensée lors du recensement agricole de 2010 (neuf en 1988). La superficie agricole utilisée est de 11 ha.

## Culture locale et patrimoine

### Lieux et monuments
Le Bourg
- L'église Saint-Martin, qui est en réalité une chapelle. Elle a été construite en deux temps et le clocher a été réalisé un peu plus tard. Elle date de 1854.
- La croix de mission, accolée à l'église, ce qui n'est pas son emplacement initial. Avant 1960, elle était placée devant la mairie, en bordure de la route départementale. Elle est en fer forgé et date de 1872.
- La fontaine de l'église, au bord d'un ruisseau qui coule au pied de l'église et qui se jette ensuite sur l'Hers. Jolie avec sa voûte en pierre, ses trois abreuvoirs juxtaposés et son puits, elle n'est aujourd'hui plus exploitée.
- Le cimetière.
- Le pont de l'ancienne voie ferrée, ouvrage majestueux encore en bon état et datant de 1885.
- Le pressoir à raisins.
- L'école, dont la construction a été décidée par le conseil municipal en 1871 mais dont les travaux ne débutèrent et prirent fin qu'en 1878.
- Le café du pont.

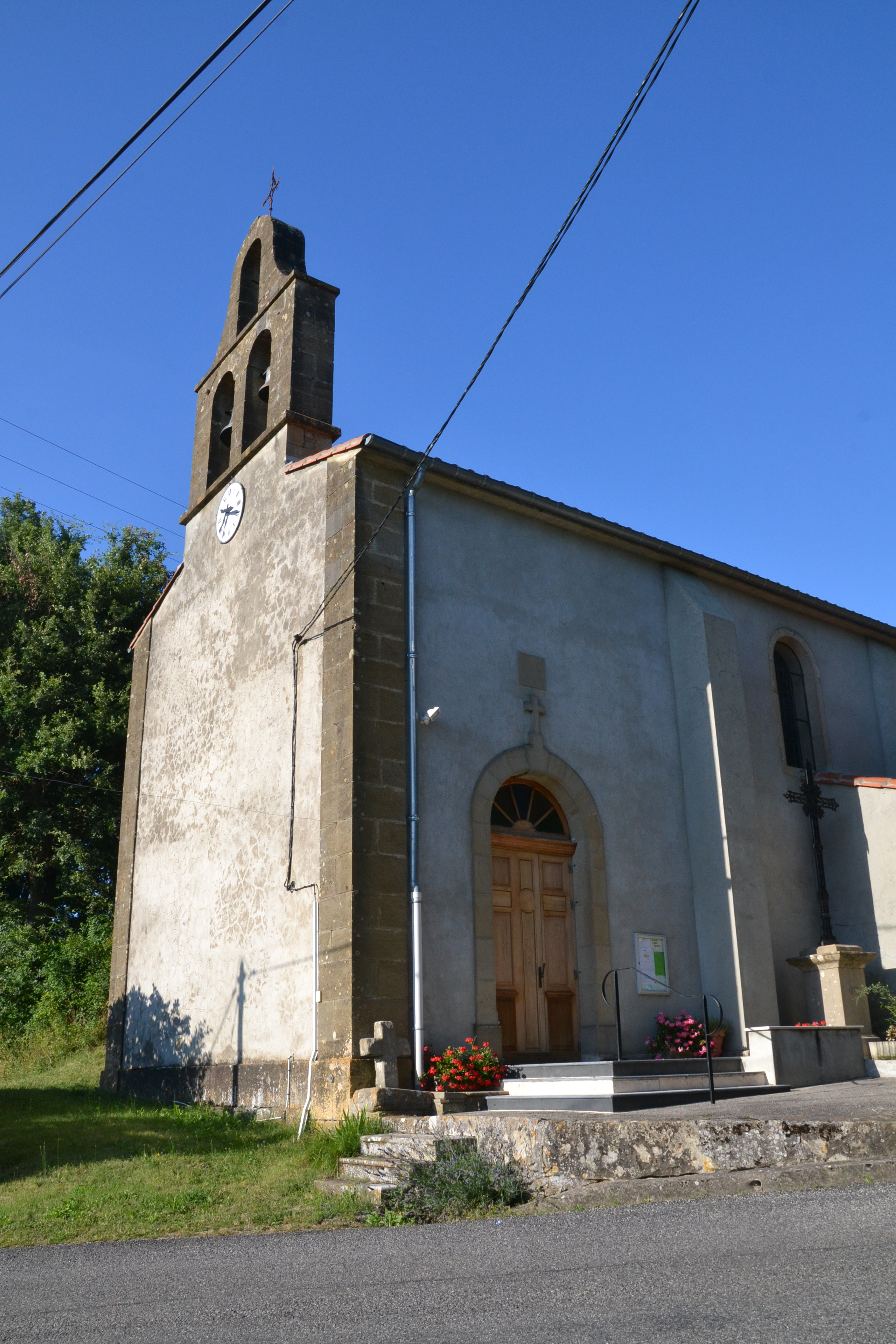
Église Saint-Martin.
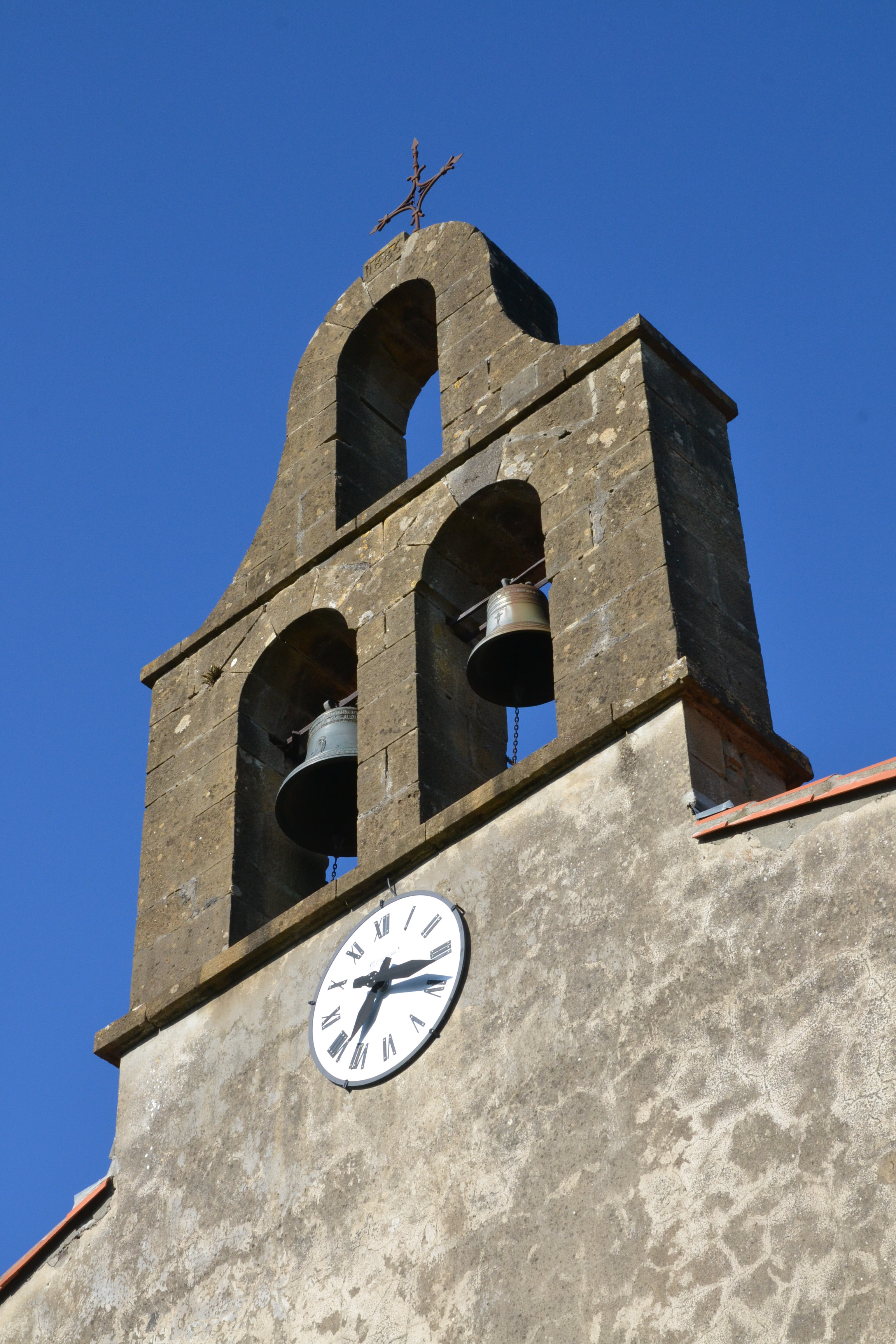
Clocher-mur de l'église.
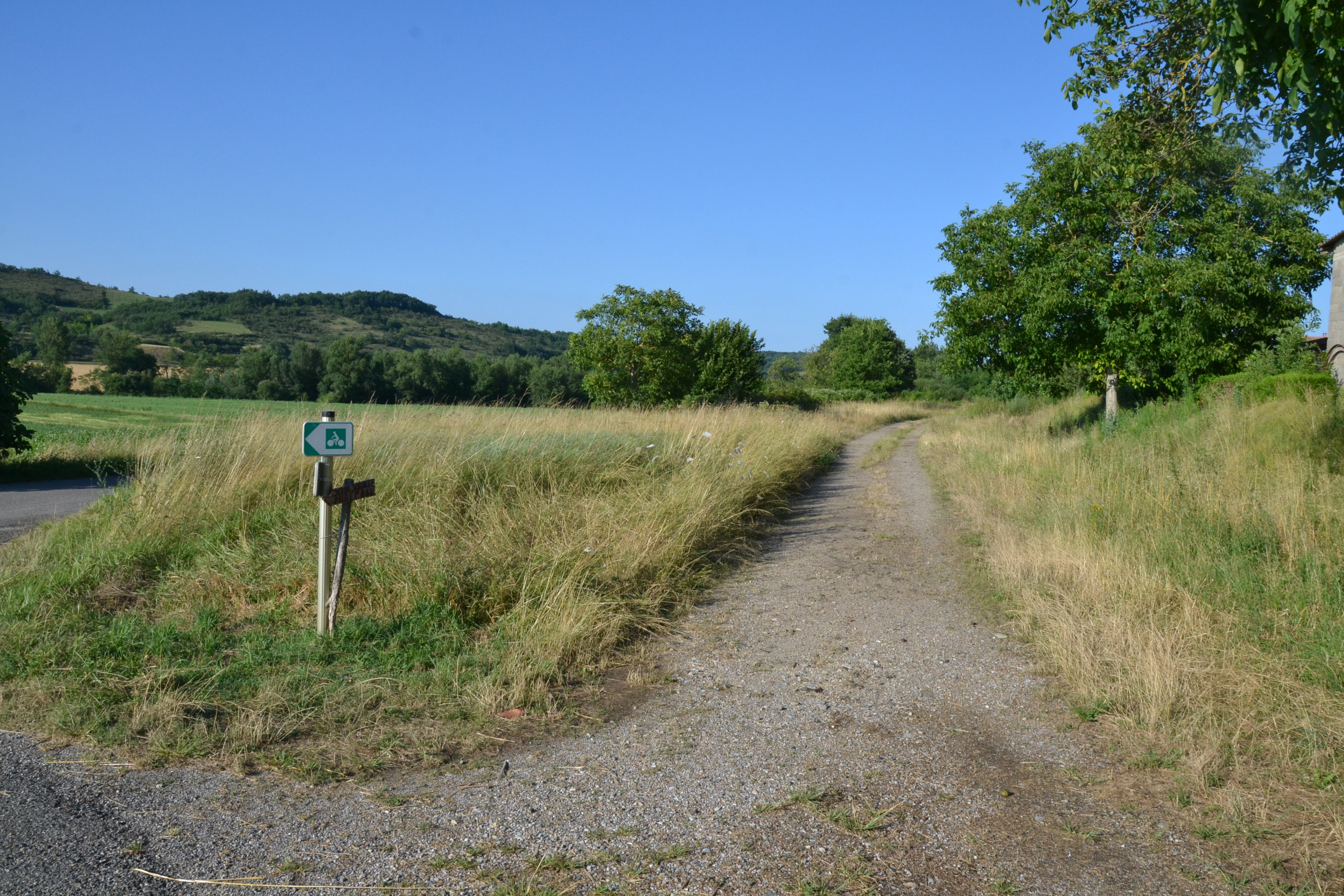
Début de la voie verte reliant Moulin-Neuf à Bram, à la sortie du village de Moulin-Neuf.
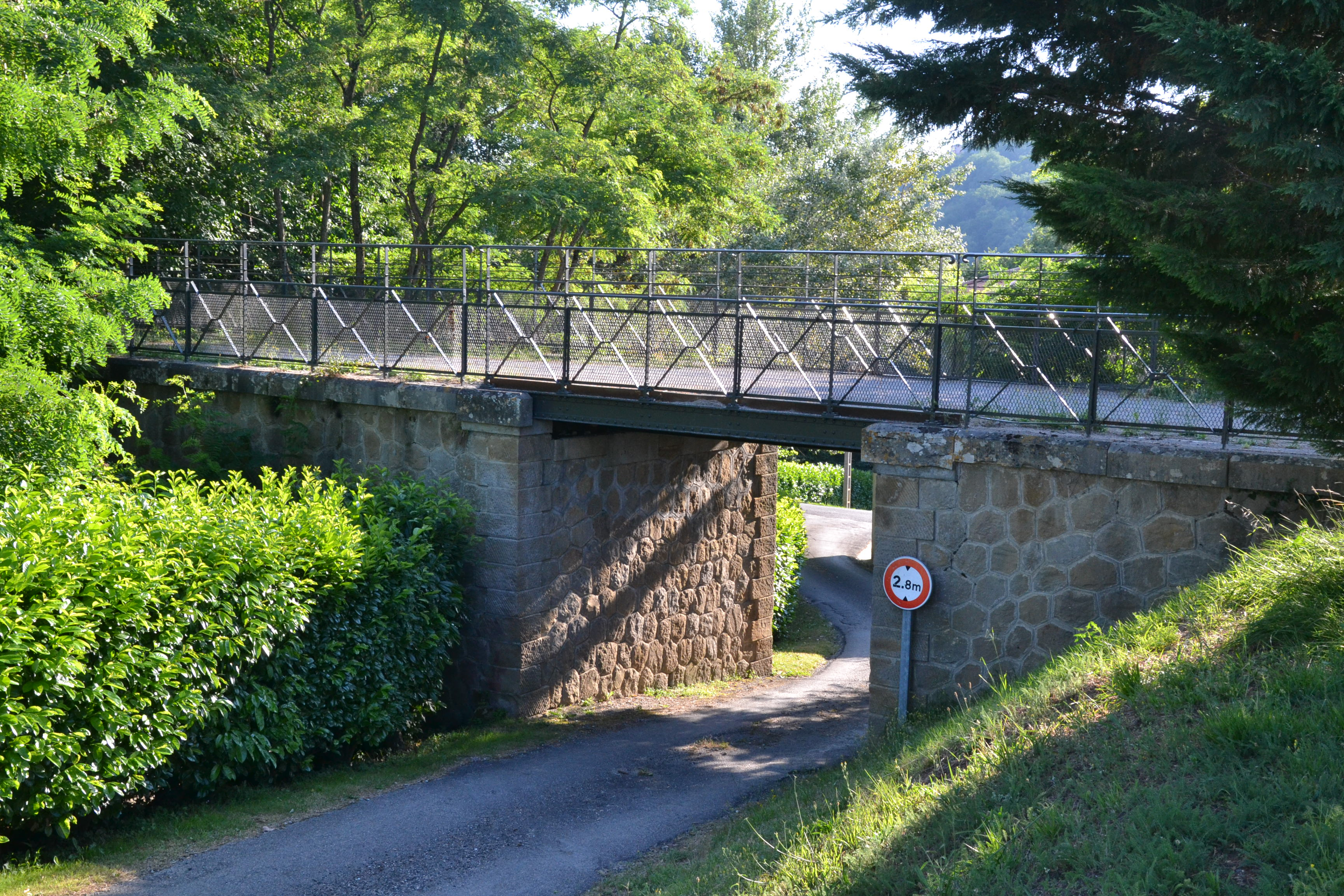
Ancien pont ferroviaire de la ligne de Moulin-Neuf à Lavelanet à Moulin-Neuf, au-dessus d'une voie communale.
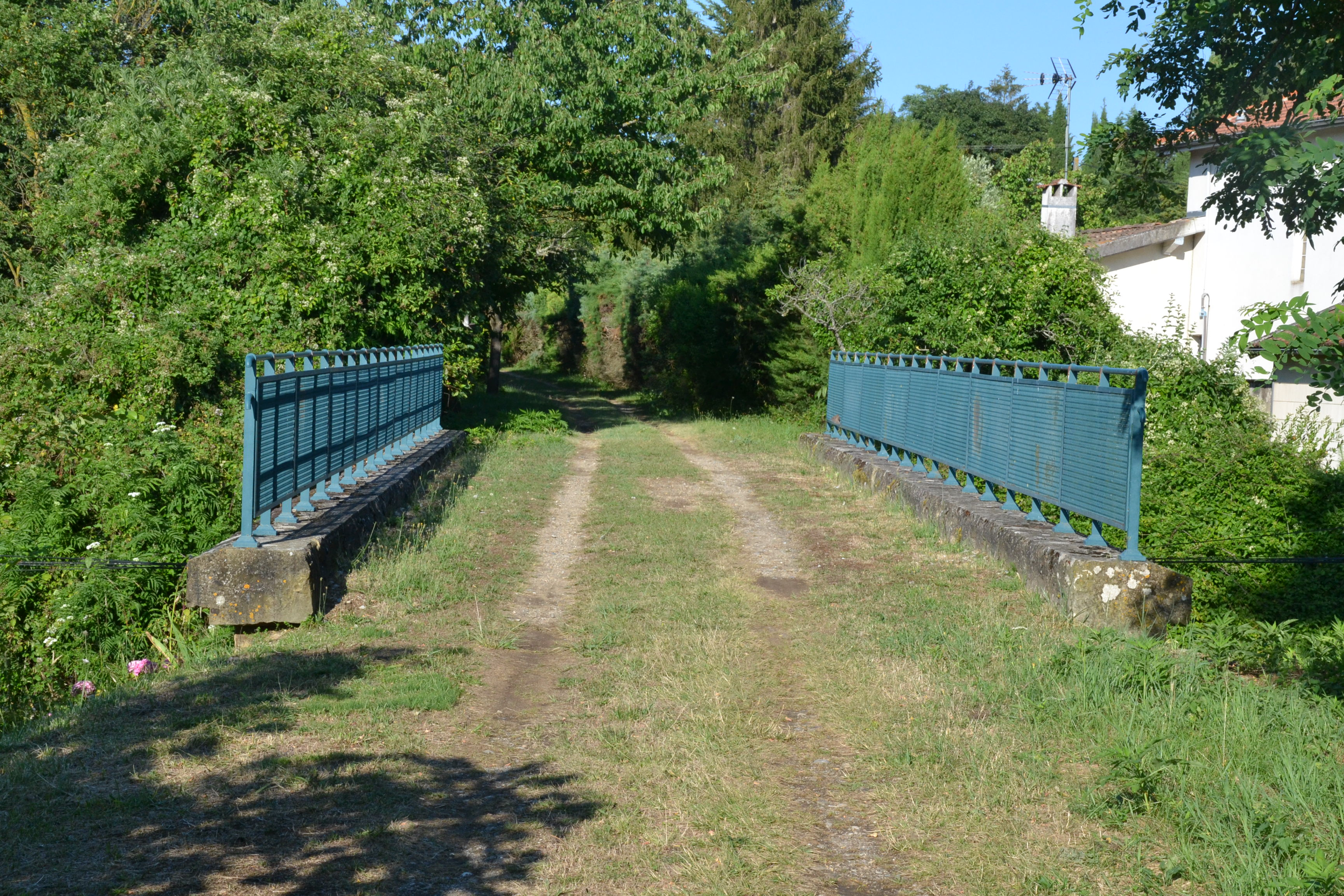
Ancien pont ferroviaire de la ligne de Pamiers à Limoux à Moulin-Neuf, au-dessus de la RD106.
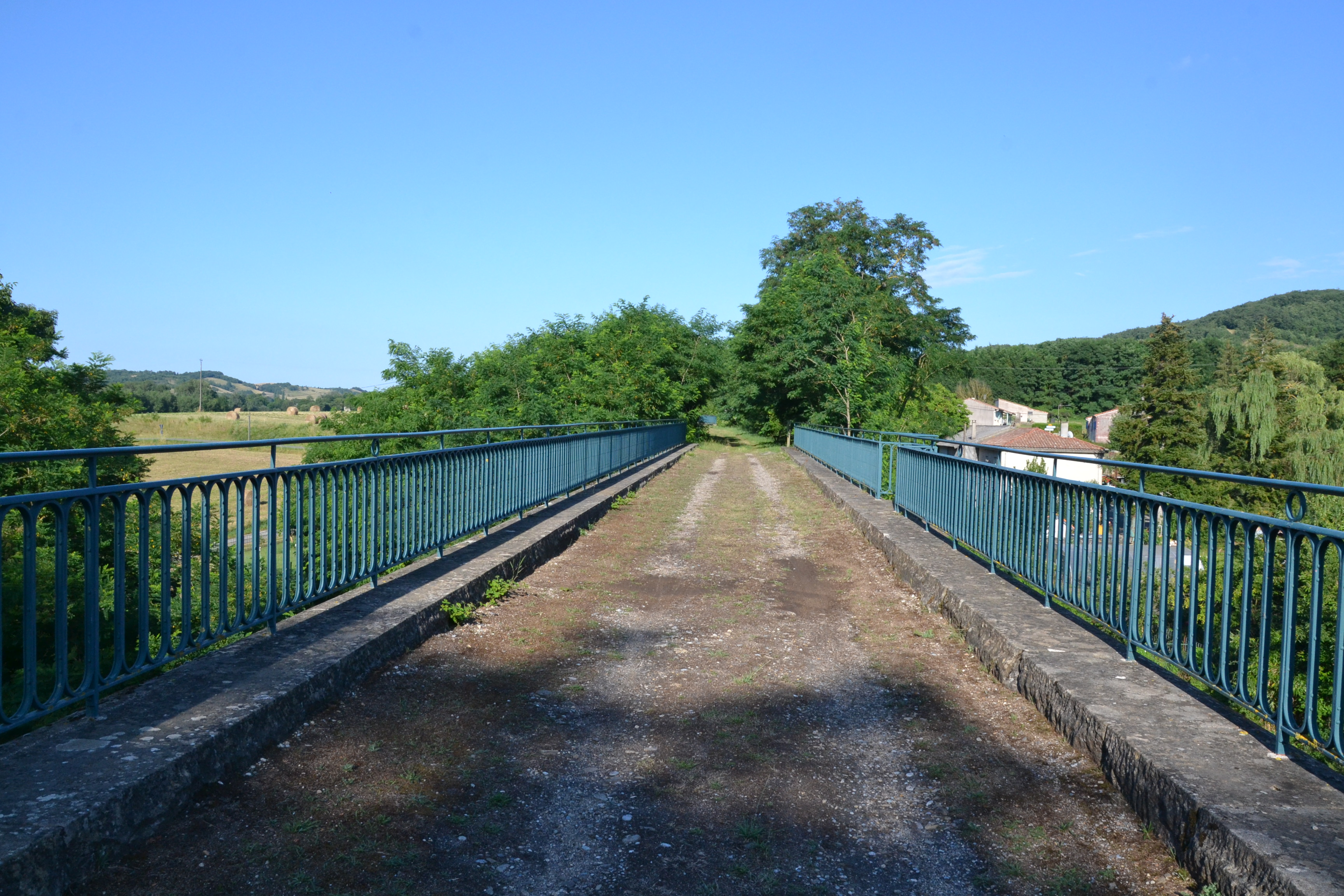
Ancien pont ferroviaire de la ligne de Pamiers à Limoux, reliant Roumengoux à Moulin-Neuf, au-dessus de l'Hers-Vif.
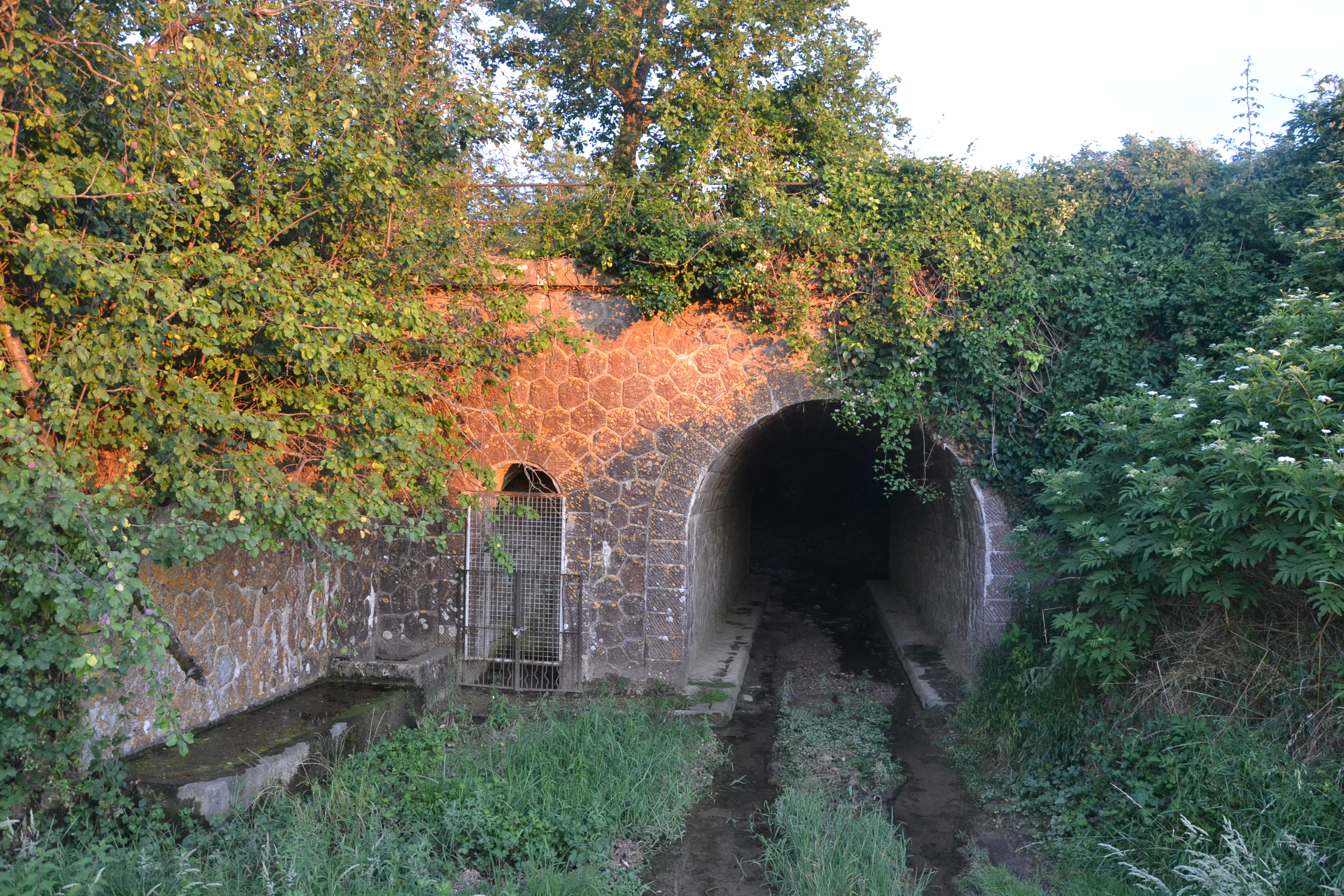
Ancien pont ferroviaire de la ligne de Pamiers à Limoux à Moulin-Neuf.

La Douce.
- Deux puits.
- Source captée du Pichol.

La Retonde
Ce beau corps de ferme au caractère très ancien et bien entretenu aurait servi de léproserie.
Cazal des Faures
Du haut de ce hameau, on a une vue sur le massif de Tabe qui culmine à 2 368 m d'altitude avec ses pentes rocheuses ou verdoyantes et ses sommets : la Frau, le Soularac, le Saint-Barthélémy, le Han, le Fourcat...

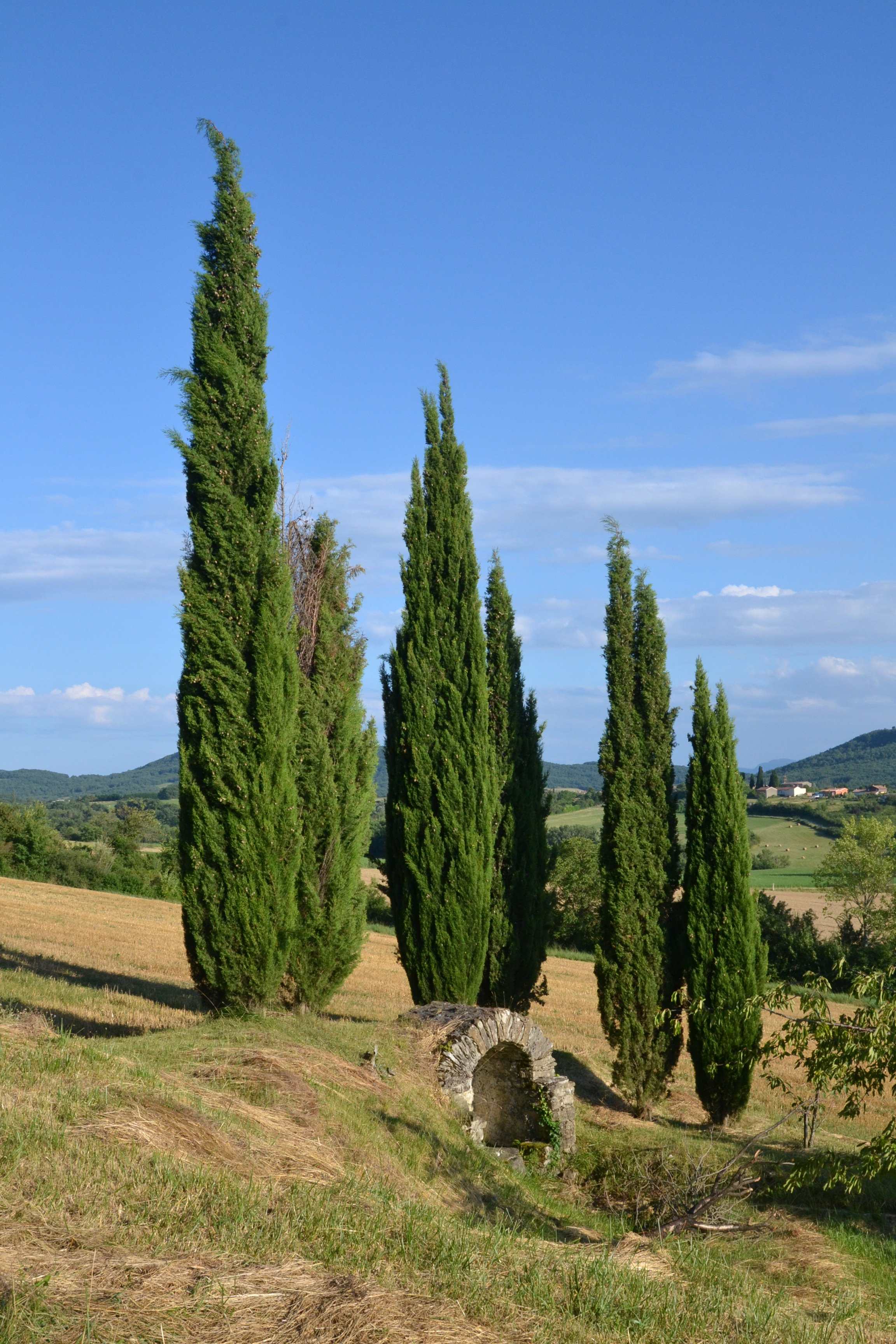
Fontaine près du Cazal des Faures.
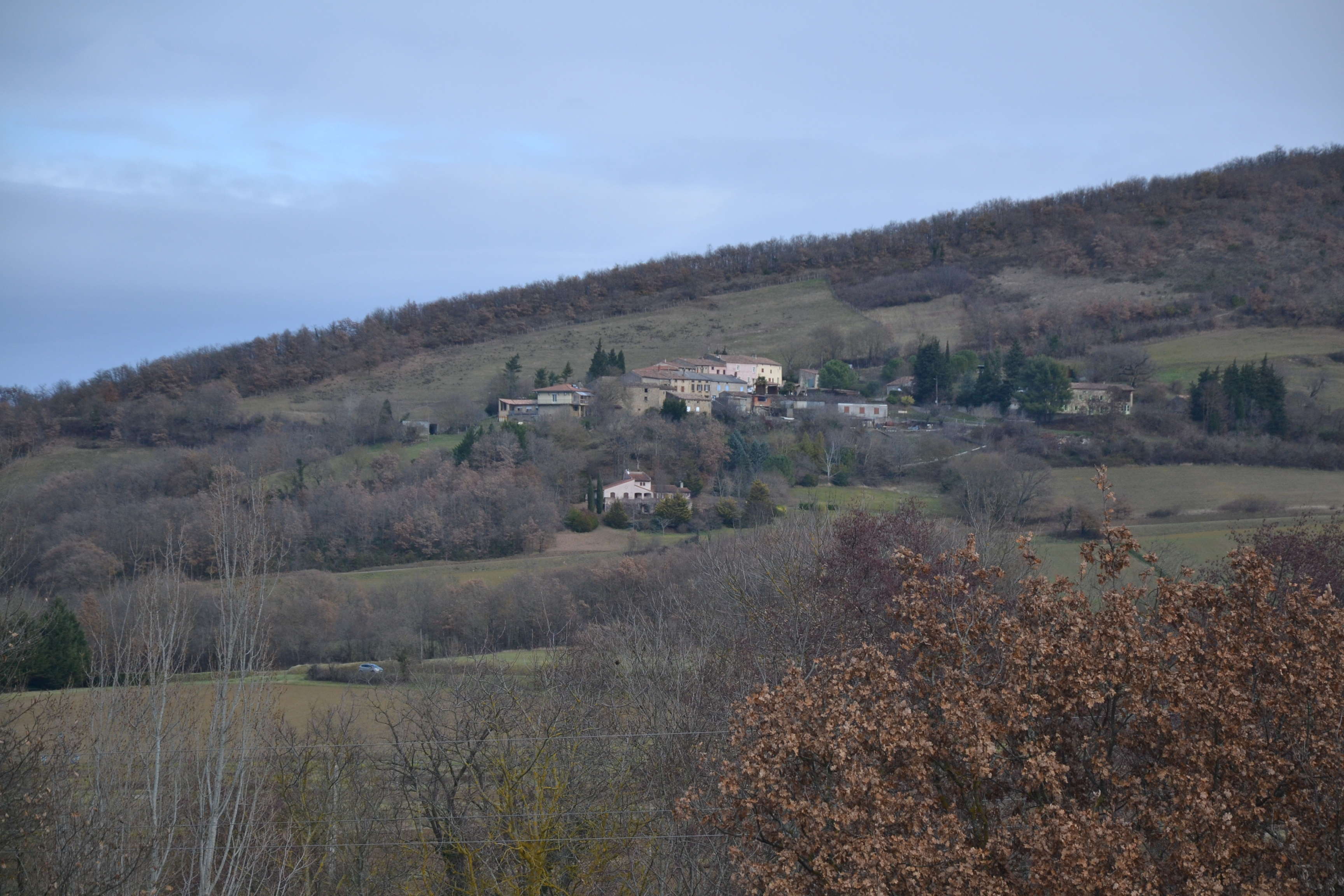
Le hameau du Cazal des Faures.
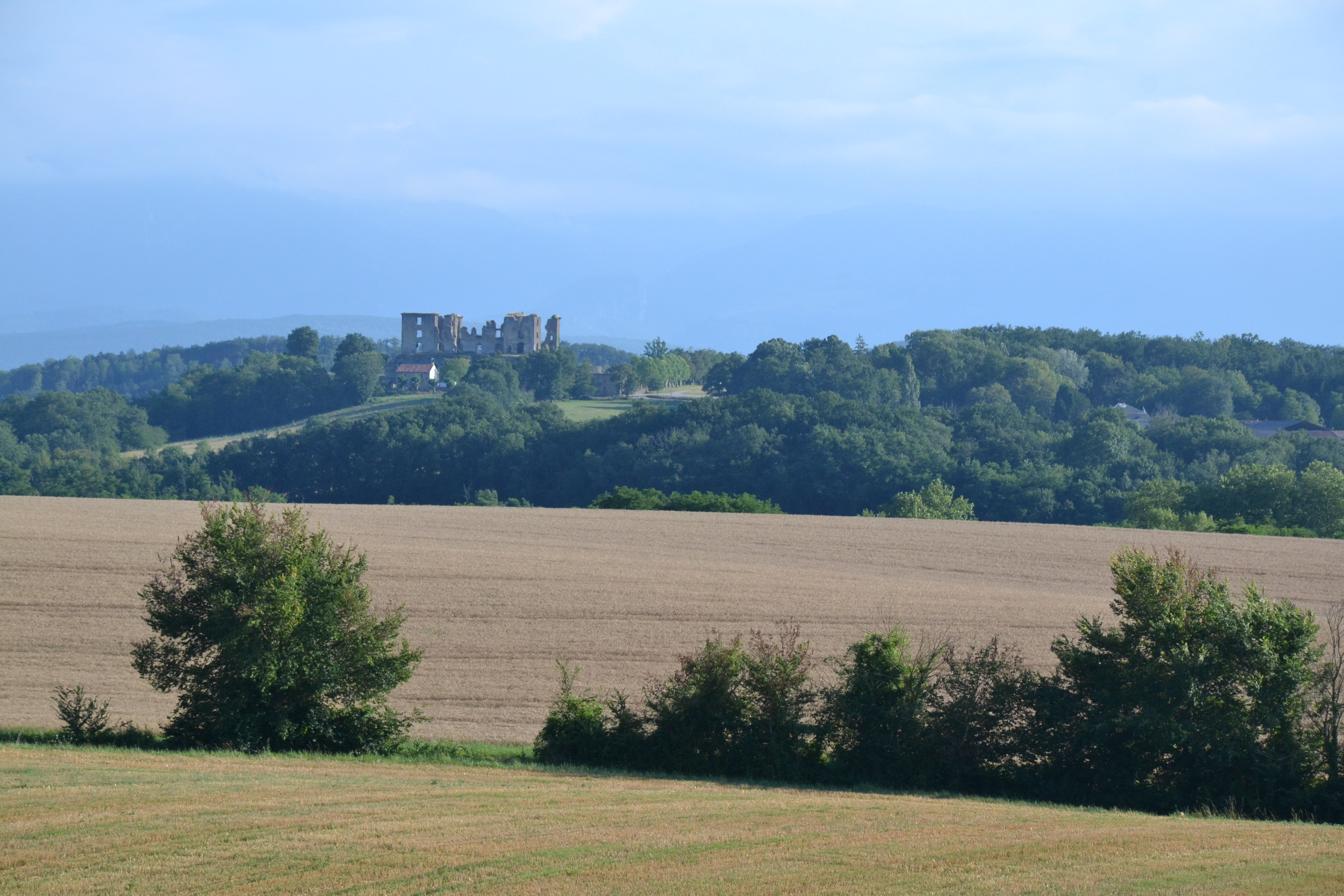
Vue sur le château de Lagarde depuis les hauteurs du Cazal des Faures.

### Personnalités liées à la commune
- Jean-Jacques Michau, maire de la commune en 2001 puis sénateur de l'Ariège en 2020.

### Héraldique
| Blason de Moulin-Neuf | Blason  | Coupé émanché de deux pièces de sinople et d'argent. |
| Blason de Moulin-Neuf | Détails | Le statut officiel du blason reste à déterminer.     |